# Loud (bài hát của Mac Miller)
"Loud" là một bài hát của rapper người Mỹ Mac Miller và là đĩa đơn chính trong mixtape Macadelic (2012) của anh ấy. Bài hát được viết bởi Miller, Eric Dan, Jeremy Kulousek và Zachary Vaughan, và được sản xuất bởi Big Jerm và Sayez. Bài hát được phát hành vào ngày 2 tháng 3 năm 2012 bởi Rostrum Records. Video âm nhạc được phát hành vào ngày 23 tháng 3 năm 2012.

## Bối cảnh và phát hành
"Loud" được viết bởi Mac Miller, Eric Dan, Jeremy Kulousek và Zachary Vaughan, đồng thời được sản xuất bởi Big Jerm và Sayez tại ID Labs. Bài hát được Rostrum Records phát hành kỹ thuật số vào ngày 2 tháng 3 năm 2012, dưới dạng đĩa đơn chính từ mixtape Macadelic (2012) của Miller.

## Video âm nhạc
Video âm nhạc cho "Loud" được phát hành vào ngày 23 tháng 3 năm 2012, cùng ngày Macadelic được phát hành.  Do Ian Wolfson đạo diễn, video có cảnh Miller đọc rap đoạn thơ của mình cùng với một số vũ công đeo mặt nạ trong một phòng thu tối đèn. Ở đầu video, Miller nhấp một ngụm từ chiếc cốc phát sáng trong bóng tối có dòng chữ "Đừng dùng ma túy".

## Phối lại
Bản phối lại của "Loud", có sự góp mặt của rapper người Anh Benny Banks, được Rostrum Records phát hành vào ngày 28 tháng 5 năm 2012.

## Danh sách bài hát
| Tải xuống kỹ thuật số – Loud | Tải xuống kỹ thuật số – Loud | Tải xuống kỹ thuật số – Loud |
| STT                          | Nhan đề                      | Thời lượng                   |
| ---------------------------- | ---------------------------- | ---------------------------- |
| 1.                           | "Loud" (Explicit)            | 3:01                         |
| 2.                           | "Loud" (Clean)               | 3:01                         |

| Tải xuống kỹ thuật số – Loud (Phối lại) | Tải xuống kỹ thuật số – Loud (Phối lại) | Tải xuống kỹ thuật số – Loud (Phối lại) |
| STT                                     | Nhan đề                                 | Thời lượng                              |
| --------------------------------------- | --------------------------------------- | --------------------------------------- |
| 1.                                      | "Loud" (có sự tham gia của Benny Banks) | 3:51                                    |

## Bảng xếp hạng
| \| Bảng xếp hạng (2012) \| Vị trí cao nhất \| \| ----------------------------------- \| --------------- \| \| Canada (Canadian Hot 100)[7] \| 71 \| \| Hoa Kỳ Billboard Hot 100[8] \| 53 \| \| US Heatseekers Songs (Billboard)[9] \| 1 \| |                 |
| Bảng xếp hạng (2012) | Vị trí cao nhất |
| Canada (Canadian Hot 100) | 71              |
| Hoa Kỳ Billboard Hot 100 | 53              |
| US Heatseekers Songs (Billboard) | 1               |

## Chứng nhận
| Quốc gia                                                    | Chứng nhận | Số đơn vị/doanh số chứng nhận |
| ----------------------------------------------------------- | ---------- | ----------------------------- |
| Hoa Kỳ (RIAA)                                               | Bạch kim   | 1.000.000‡                    |
| ‡ Chứng nhận dựa theo doanh số tiêu thụ và phát trực tuyến. |            |                               |